# Estats Units de Centreamèrica
Els Estats Units de Centreamèrica va ser el nom que va adoptar el 27 d'agost de 1898 la fins llavors República d'Amèrica Central, formada per El Salvador, Nicaragua i Hondures. En els seus inicis estaven regits per un Consell Executiu reunit a Amapala, (Hondures), i van tenir una vida ben curta. El 13 de novembre va haver-hi un cop militar a El Salvador, encapçalat pel general Tomás Regalado. Aquest va anunciar de seguida que El Salvador abandonava la federació. El Consell Executiu d'Amapala va voler prendre mesures per reprimir el cop de Regalado, però no va trobar cap suport, i el 30 de novembre de 1898 va declarar que els Estats Units de Centreamèrica havien quedat dissolts de fet. El 1r de desembre, Nicaragua va recuperar la plenitud de la seva sobirania, i el 10 de desembre Hondures va fer el mateix.